# Rokytov
Rokytov (ungarisch Rokitó) ist eine Gemeinde im Osten der Slowakei mit 567 Einwohnern (Stand 31. Dezember 2024). Sie gehört zum Okres Bardejov, einem Kreis des Prešovský kraj, und wird zur traditionellen Landschaft Šariš gezählt.

## Geographie

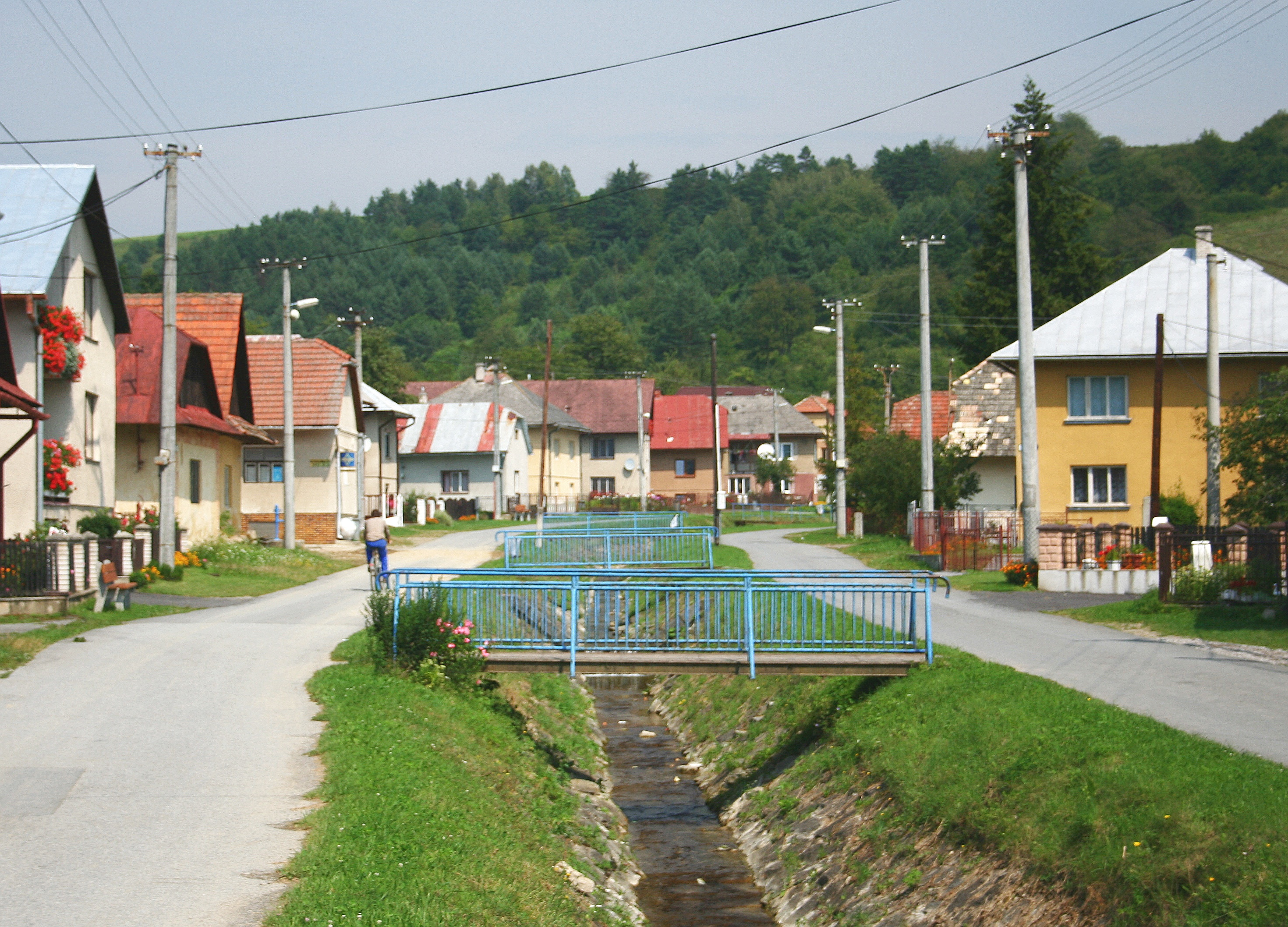
Rokytov

Die Gemeinde befindet sich im nordwestlichen Teil der Niederen Beskiden, noch genauer im Bergland Ondavská vrchovina, im Tal der oberen Topľa, wo sie den kleinen linksseitigen Bach Rakovec aufnimmt. Das Ortszentrum liegt auf einer Höhe von 320 m n.m. und ist sieben Kilometer von Bardejov entfernt.
Nachbargemeinden sind Zlaté im Norden, Mokroluh im Osten, Richvald im Süden und Tarnov im Westen.

## Geschichte

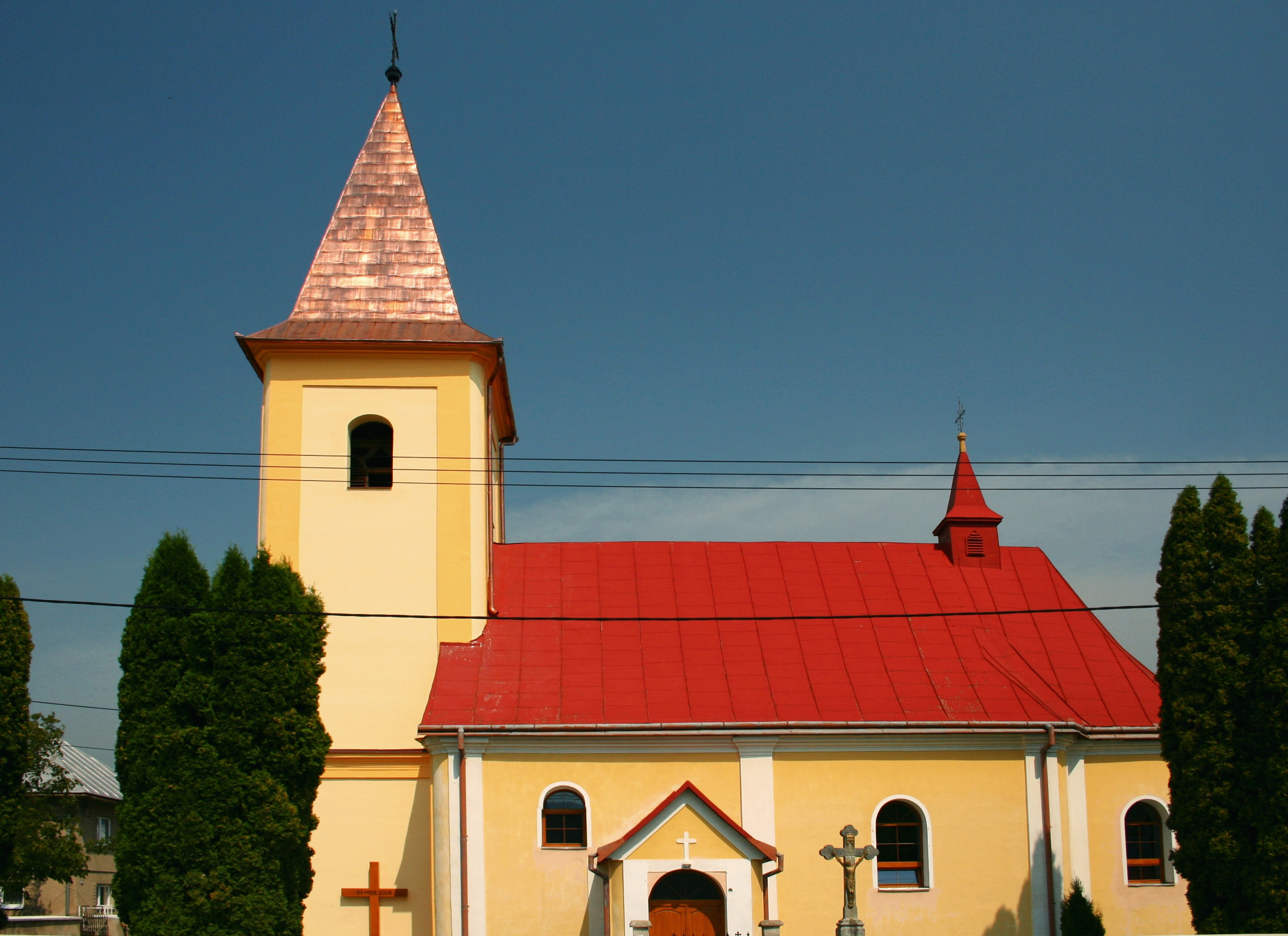
Kirche im Ort

Rokytov wurde zum ersten Mal 1414 als Rikatho schriftlich erwähnt, weitere historische Bezeichnungen sind unter anderen Rykatow (1416), Rokituw (1773) und Rokito (1786). Zur Zeit der Ersterwähnung lag das Dorf in der Herrschaft der Burg Makovica. 1427 wurden 15 Porta verzeichnet, 1474 wurde Rokytov zum Untertanendorf der Stadt Bartfeld.
1787 hatte die Ortschaft 38 Häuser und 296 Einwohner, 1828 zählte man 61 Häuser und 456 Einwohner. die als Schindler und Viehhalter beschäftigt waren. Ab der Mitte des 19. Jahrhunderts stand eine Säge im Ort.
Bis 1918 gehörte der im Komitat Sáros liegende Ort zum Königreich Ungarn und kam danach zur Tschechoslowakei beziehungsweise heute Slowakei. Nach dem Zweiten Weltkrieg wurde die örtliche Einheitliche landwirtschaftliche Genossenschaft (Abk. JRD) im Jahr 1959 gegründet, ein Teil pendelte zur Arbeit in Industriebetriebe in der Gegend.

## Bevölkerung
| Jahr                | 1994 | 2004    | 2014    | 2024    |
| ------------------- | ---- | ------- | ------- | ------- |
| Anzahl der Personen | 501  | 533     | 556     | 567     |
| Unterschied         |      | +6,38 % | +4,31 % | +1,97 % |

| Jahr                | 2023 | 2024    |
| ------------------- | ---- | ------- |
| Anzahl der Personen | 568  | 567     |
| Unterschied         |      | −0,17 % |

Nach der Volkszählung 2011 wohnten in Rokytov 560 Einwohner, davon 536 Slowaken, drei Roma, zwei Russinen sowie jeweils ein Bulgare und Pole. 17 Einwohner machten keine Angabe zur Ethnie.
330 Einwohner bekannten sich zur römisch-katholischen Kirche, 187 Einwohner zur Evangelischen Kirche A. B., 13 Einwohner zur griechisch-katholischen Kirche und sechs Einwohner zur orthodoxen Kirche. Acht Einwohner waren konfessionslos und bei 16 Einwohnern wurde die Konfession nicht ermittelt.

## Bauwerke
- römisch-katholisch Kirche Erscheinung des Herrn im klassizistischen Stil aus den Jahren 1805–1808[6]

## Verkehr
Durch Rokytov führt die Straße 1. Ordnung 77 von Ľubotín nach Bardejov.